# 스다 안나
스다 안나(일본어: 須田アンナ, 1997년 10월 12일 ~ )는 일본의 배우, 댄서이며, E-girls 리더, Happiness의 멤버 이자 스단나유즈유리의 멤버이고, 도쿄도 출신, LDH 소속이다.

## 내력
9살 때부터 댄스를 시작해, 중학교 1학년 때부터 EXPG 도쿄교에 다니기 시작한다.
2011년, 〈VOCAL BATTLE AUDITION 3〉의 댄스 퍼포먼스 부문에 참가. 신 유닛의 퍼포머 후보자가 되지만 낙선. 그 후, EGD(EXPG GIRLS DANCERS)의 멤버가 된다.
2012년 4월, EGD의 멤버로서, E-girls에 가입한다.
2013년 1월, 닛폰 TV 계열 드라마 《심리치료중-in the Room-》으로 여배우 데뷔. 5월 27일, 카와모토 루리와 함께, Happiness에 가입한다. 7월, 토카이 TV 계열 드라마 《내일의 빛을 잡고 -2013 여름-》으로 첫 주연을 맡는다.

## 인물
- 애칭은 〈스단나〉.

## 출연

### 드라마
- 심리치료중-in the Room- (2013년 1월 12일 ~ 3월 30일, 닛폰 TV) - 카이바라 미나미/카이바라 미우 역
- 내일의 빛을 잡고 -2013 여름- (2013년 7월 1일 ~ 8월 30일, 토카이 TV) - 주연·오오타 아오 역
- 연문일화 LETTER6 〈코우 짱의 E메일〉 (2014년 2월 10일, 닛폰 TV) - 시노하라 나츠메 역